# Leni Schmidt
Leni Schmidt   (Bremen, 28 de desembre de 1906 - Bremen, 11 de novembre de 1985) va ser una atleta alemanya, especialista en els 100 metres llisos, que va arribar a ser medallista de bronze olímpica l'any 1928.

## Carrera esportiva
En els jocs olímpics d'Àmsterdam de 1928 va guanyar la medalla de bronze en els 4x100 metres relleus, amb un temps de 49.0 segons, arribant a la meta després de Canadà, que va batre el rècord mundial amb un temps de 48.4 segons, i els Estats Units, amb una marca de 48.8 segons, sent les seves companyes d'equip: Leni Junker, Rosa Kellner i Anni Holdmann. En la cursa dels 100 metres fou desqualificada en la final.